# Niphadolepis
Niphadolepis is een geslacht van vlinders van de familie slakrupsvlinders (Limacodidae).

## Soorten
- N. afflicta Hering, 1928
- N. albula Fawcett, 1917
- N. alianta Karsch, 1899
- N. argenteobrunnea Strand, 1913
- N. auricincta Butler, 1898
- N. bipunctata Hering, 1929
- N. elegans Wichgraf, 1921
- N. griseata Hering, 1941
- N. griseicostalis West, 1940
- N. improba Hering, 1928
- N. lampra Hering, 1933
- N. luxurians Hering, 1928
- N. luxuriosa Hering, 1928
- N. nivata Karsch, 1896
- N. quinquestrigata Strand, 1913
- N. schoutedeni Strand, 1912
- N. schultzei Hering, 1932
- N. seleniphora Hering, 1933
- N. sinistra Hering, 1928
- N. soluta Karsch, 1896
- N. viridissima Hering, 1929